# Жилевич, Сергей Фёдорович
Сергей Фёдорович Жилевич (род. 1959, Пинск) — советский и белорусский художник.

## Биография
Родился 18 июля 1959 года в Пинске.
Первая персональная выставка состоялась в музее Белорусского Полесья в 1977 году, когда художнику было 17 лет.
С 1980 по 1982 вместе с художником Погоцким А. М. занимается монументальными росписями и скульптурой в Минске.
В 1981 году он поселяется в деревне Бояры и там устраивает свою мастерскую.
В 1992 году С. Ф. Жилевич заканчивает художественно-графический факультет Витебского педагогического института (ныне Витебский государственный университет).
В 1990 году участвует в создании группы АртФакт (вместе с Е. Кузнецовым, В. Сагановичем, И.Шлосбергом), в составе которой выставляется в Белоруссии и за пределами СССР.

Начиная с 1990-х годов выставочная деятельность С. Ф. Жилевича активизируется. Он выставляется в СНГ, Польше, Франции, Германии- Альтене, Дрездене, Берлине, Магдебурге, Испании- Мадриде и США-Нью-Йорке, Нью Брансвик, Балтиморе, Вашингтоне, Гейтерсбурге, Кливленде, Силвер Спринг.
В 1988 году он начинает строительство сада скульптур, который сегодня насчитывает примерно 100 скульптур, выполненных в граните, алюминии, мраморе, бронзе и дереве. Художник использует также и комбинированные материалы.
Стиль художника характеризуется поэтичностью. Многие скульптуры сопровождаются стихами С. Ф. Жилевича.
В 2002 году в деревне Бояры по его проекту построена и им же расписана церковь.
4 скульптуры художника дважды участвовали в аукционах Сотбис.
Его работы экспонировались и находятся в коллекциях в музеях: музее Современной скульптуры Минск, Литературном музее Янки Купалы (Минск), музее музыкальной и театральной культуры (Минск), Джейн Вурхис Зиммерли англ. Jane Voorhees Zimmerli Art Museum, коллекция Нортона и Нэнси Доджангл. Norton and Nancy Dodge Collection of Soviet Nonconformist Art, музее Матери (Пинск), музее Полесья (Пинск), в коллекции П. Слуцкого и Н. Калер — самой большой коллекции Русского искусства в штате Мэриленд (США), в частных коллекциях в Германии, Польше, Франции, США, СНГ, Испании.
С. Ф. Жилевич является прототипом художника в романе И. Шлосберга «Серая Зона».
С. Ф. Жилевич один из организаторов объединения художников АртФакт, член Shivа-club, входит в объединение художников MAP штата Мэриленд (США) и в литсовет журнала Азимут.

## СМИ о худоднике
- В. Гришковец. Дом полный света. «Белорусская думка», 2006 г. № 3.
- Т. Гринкевич. Боярская усадьба. «Советская Белоруссия», 29.01.2008 г.
- Е. Кононович. Мастер и Пилигрим. «Народная газета», 22.08.2009 г.
- Глеб Лабадзенка. Пад Пінскам жыве Беларускi Пікасо. «Звязда» 18.07.2009 г.
- В. Гришковец. Мира окружающего грань. «Заря» 21.07.2009 г.
- В. Ильенков. Являя сокровенное. «Пинский вестник» 24.07.2009 г.
- Людмила Квитинская. Полвека в вечности. «Полесская правда» 22.07.2009 г.
- И. Демид. «Скульптурная рэвалюцыя» на беразе Піны. «Культура» 13-19 верасня 2008 г.
- Ю.Чарнякевіч. У садзе Баярскім. «Культура» 6-12 снежня 2008 г.
- Г. Кручкова. Аскетычнасць i анімiзм разам i упоруч. «Культура» 11-17 жніуня 2001.
- И. Шлосберг, М. Шлосберг. «Сергей Жилевич», КУП. ISBN 978-985-6515-27-2.

## Награды
- Диплом «Человек года». Брестский областной исполнительный комитет (2004).
- Специальный фонд Президента республики Беларусь. Свидетельство о награждении третьей премией Жилевича Сергея Федоровича руководителя народной изостудии «Вдохновение» по итогам 2007/2008 учебного года.